# Заалайский хребет
Заалайский хребет, Чоналайский хребет (кирг. Чоң Алай кырка тоосу), или хребет Каюмарс (тадж. Қаторкӯҳи Каюмарс) — хребет широтного направления, разделяющий Памир и Алайскую долину. Хребет имеет значительное оледенение. 
Высшая точка Заалайского хребта — пик имени Абу али ибн Сино (в 1928—2006 годах — пик Ленина; 7134 м). Среди других вершин — пик Дзержинского (он же Лагарсед; 6717 м). С вершин хребта открываются виды на Центральный Памир, в частности на пики Исмоили Сомони и Озоди.
Перевалами Кызыл-Арт и Терс-Агар хребет логично делится на три части: восточную, центральную и западную. Центральная часть достаточно популярна среди альпинистов и горных туристов в связи с интересом к восхождению на пик имени Абу али ибн Сино, в то время как восточная и западная практически не посещаются.
Через перевал Кызыл-Арт проложена дорога, соединяющая города Ош и Хорог — Памирский тракт.